# Cebaite-(Nd)
La cebaite-(Nd) è un minerale non riconosciuto come specie valida dall'IMA perché la descrizione è stata pubblicata senza essere stato sottomesso per l'approvazione inoltre la quantità di Nd è inferiore alla quantità di Ce per cui il nome non dev'essere considerato valido.